# Блендув (Радомський повіт)
Блендув (пол. Błędów) — село в Польщі, у гміні Вежбиця Радомського повіту Мазовецького воєводства.
Населення — 177 осіб (2011).
У 1975-1998 роках село належало до Радомського воєводства.

## Демографія
Демографічна структура станом на 31 березня 2011 року:
|          | Загалом | Допрацездатний вік | Працездатний вік | Постпрацездатний вік |
| -------- | ------- | ------------------ | ---------------- | -------------------- |
| Чоловіки | 87      | 23                 | 51               | 13                   |
| Жінки    | 90      | 21                 | 53               | 16                   |
| Разом    | 177     | 44                 | 104              | 29                   |